# Serge Deyglun
Serge Deyglun est un auteur-compositeur-interprète québécois né le 18 décembre 1929 à Montréal où il est mort le 19 août 1972 à 42 ans.

## Biographie
Serge Deyglun est le fils du comédien et dramaturge Henry Deyglun (1903-1971) et de la comédienne Mimi d'Estée (1908-2004). Il a épousé Marie-Christine Deyglun, attachée de presse de Jacques Canetti au Québec.
Il commence sa carrière dans les radioromans qu’écrit son père. En 1948, il était chansonnier au Théâtre canadien de Jean Grimaldi. Parallèlement, il écrit des nouvelles et des reportages dans Le Petit Journal, Photo Journal, La Patrie et La Revue populaire.
En 1953, il part pour la France avec son ami Raymond Lévesque pour remplir un engagement au Cabaret L’Écluse. Cependant, il doit quitter la France et revenir au Québec pour éviter le service militaire obligatoire, ayant la citoyenneté française par son père.
Amateur de chasse et de pêche, il anime des émissions de radio et de télévision sur la chasse et la pêche dans les années 1960, dont Petit pêcheur deviendra grand, à Radio-Canada, et Chasse et Pêche.
Il fut un des premiers militants québécois de la conservation de la faune et de l'écologisme. Il signait une chronique dans La Presse et il a mené des luttes pour la préservation des phoques. Il a tourné le documentaire Massacre des innocents, produit par l'ONF, en 1965. Auparavant, il a écrit et narré Les grands phoques de la banquise (1964) pour Radio-Canada. Pour filmer la scène la plus choquante du documentaire, l'équipe paya un chasseur intoxiqué par l'alcool pour tenter d'éventrer un phoque vivant.
En 1966, il a lancé une campagne pour l'épuration des eaux. Les problèmes écologiques ont été sa principale préoccupation jusqu'à son décès en 1972.
Il a publié le recueil de poèmes Né en trompette, Escales et Gare aux loups !.
Il a tenu un petit rôle dans le film Red de Gilles Carle en 1971.
Sa chanson la plus populaire est Retour des chantiers. Cette chanson a été enregistrée par quelques artistes dont Les Sinners, en 1968, et Marthe Fleurant en 1970, sous les titres La Ballade du bûcheron et À ton retour.
Il meurt le 19 août 1972 à Montréal des suites du cancer du poumon. Sa sépulture est située dans le Cimetière Notre-Dame-des-Neiges, à Montréal.

## Hommages
- Une rue de Montréal et de Boisbriand ont été nommées en son honneur.
- La Fédération québécoise de la faune a institué le Prix Serge-Deyglun qui était décerné dans les années 1970.
- Le Canal D lui a consacré, ainsi qu'à son père Henry, un documentaire d'une heure en mai 1998.
- Lors du Coup de cœur francophone, le 5 novembre 2001, une douzaine d'artistes de trois générations lui ont rendu hommage sous le thème : Chasse, pêche & rock'n'roll[3].